# Pfarrkirche St. Peter in Holz

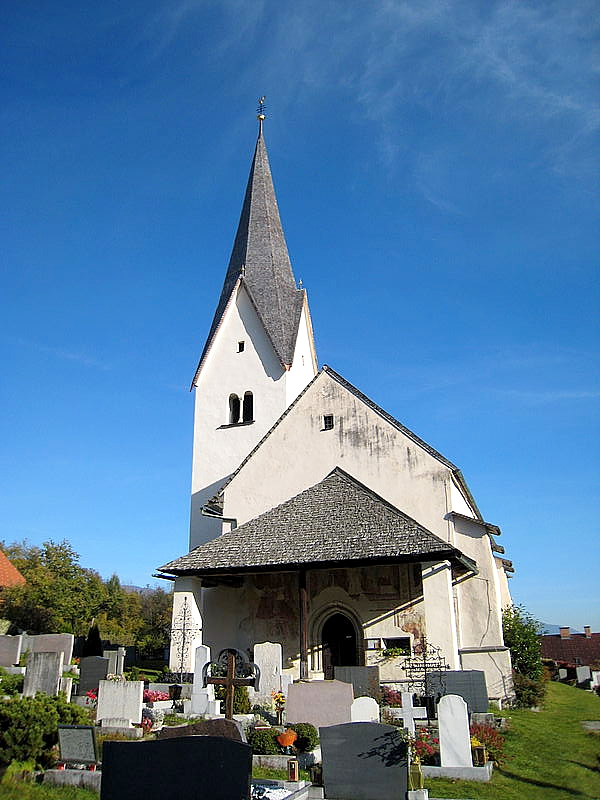

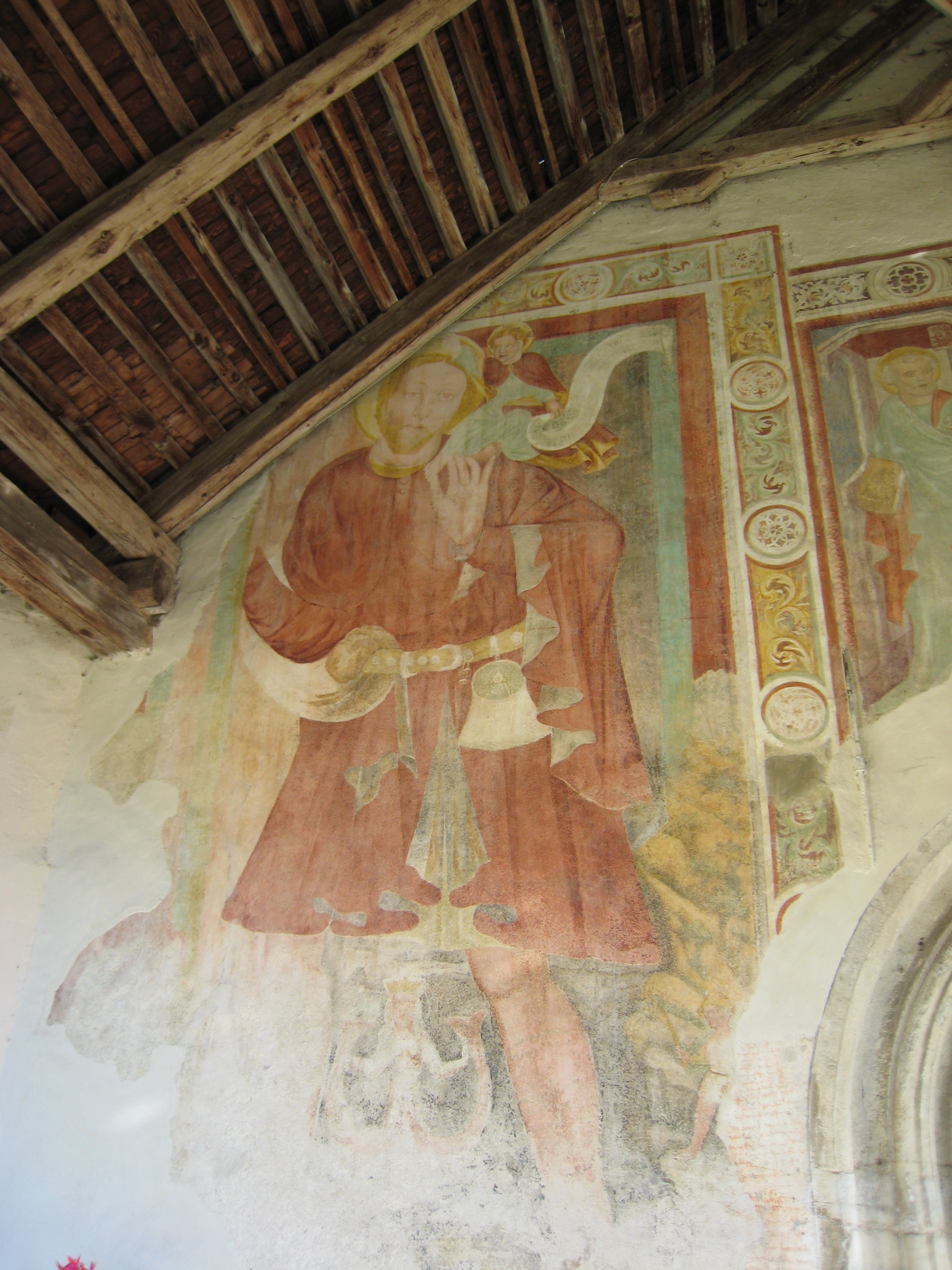
Heilger Christophorus

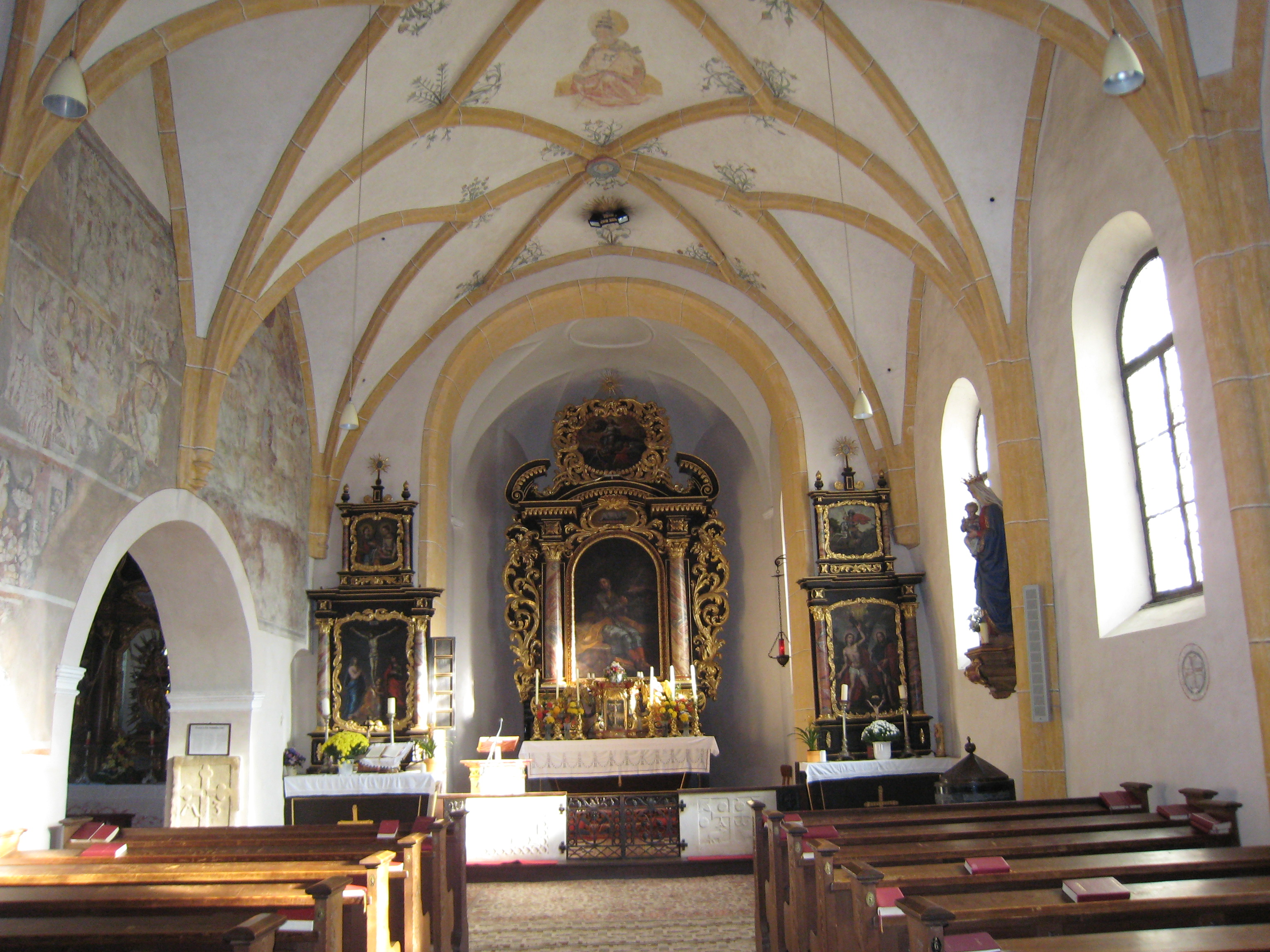
Innenansicht

Die römisch-katholische Pfarrkirche St. Peter in Holz in der Gemeinde Lendorf steht auf dem Gebiet der spätantiken Stadt Teurnia. Westlich der Kirche wurden die Ruinen einer frühchristlichen Bischofskirche ausgegraben. Nach der Rechristianisierung wurde zwischen 1060 und 1070 erstmals wieder eine Kirche am Holzer Berg urkundlich genannt.

## Baubeschreibung
Das heutige Gotteshaus ist ein mittelgroßer, barockisierter Bau des 14./15. Jahrhunderts. Die Kirche besteht aus einem Langhaus mit zweifach abgetreppten Strebepfeilern an der Südseite, einem eingezogenen Chor mit Fünfachtelschluss und einem wohl 1737 errichteten, polygonal geschlossenen Anbau an der Nordseite. In der Nordwestecke steht der von einem Spitzgiebelhelm bekrönte Kirchturm mit Mauerschlitzen und Biforienschallfenstern. Westlich neben dem Turm befindet sich der barocke Zugang zur Orgelempore. Das nördliche Seitenportal ist segmentbogenförmig geschlossen. Das spitzbogige, profilierte, spätgotische Westportal wird von einer Pfeilervorhalle geschützt. Links vom Portal ist ein Christophorusfresko zu sehen. Das um 1430 gemalte Fresko über dem Portal zeigt neben einer Mariendarstellung mit Kind die Heiligen Katharina, Barbara, Petrus und einen Bischof. Die Krönung Mariens rechts vom Portal stammt aus der Mitte des 15. Jahrhunderts. Darunter befindet sich ein um 1470 gemaltes Fresko vom Tod Mariens. Die Fresken an der Westwand wurden 1942 freigelegt. Das große Fresko eines heiligen Christophorus vom Ende des 14. Jahrhunderts wurde 1950 aus dem Turm an die Nordseite des Chores übertragen.
Im vierjochigen Langhaus ruht ein Sternrippengewölbe auf Konsolen bzw. auf Pfeilern mit halbrunden Vorlagen. Die Orgelempore von 1950 im Eingangsjoch steht auf einer Rundbogenarkatur mit abgefasten Pfeilern. In der Nordwand führt eine Arkadenöffnung in den Seitenschiffanbau mit einem barocken Kreuzgratgewölbe und Gurtbogen über Pilastern. In der Westwand des Seitenanbaues befindet sich ein kleines, spätgotisches Spitzbogenportal mit Eisentür, darüber der barocke Turmaufgang. Ein runder, abgefaster Triumphbogen verbindet das Langhaus mit dem gleich hohen Chor. Im Chor erhebt sich ein barockes Tonnengewölbe mit Stichkappen auf Konsolen. 
Die spätgotischen Malereien in den Gewölbekappen wurden 1970 freigelegt und zeigen den heiligen Petrus, die Muttergottes, Engel mit Leidenswerkzeugen sowie Blütenranken. Die in vier Streifen angeordneten Fresken an der Nordwand entstanden um 1370/1380 und wurden 1928 aufgedeckt. Dargestellt sind die Passion, Christus in der Mandorla, Maria, Engel und Apostel, darunter die Auferstehung der Seligen und der Zug zur Himmelsburg. Die dritte und vierte Reihe besteht aus Fragmenten der Dorotheenlegende. An der Südwand befinden sich Apostelkreuze.

## Einrichtung
Der Hochaltar ist um 1700 entstanden. Das Mittelbild wurde 1699 von Peter Sedlmayr gemalt und zeigt den Kirchenpatron. Der Tabernakel trägt ein Kruzifix vor der gemalten Darstellung Jerusalems. Die beiden Seitenaltäre mit den Bildern der Kreuzigung und der Pestheiligen Sebastian und Rochus stammen vom Anfang des 18. Jahrhunderts. Der um 1740 gefertigte Altar der Seitenkapelle trägt die Figur des heiligen Athanasius, flankiert von den Statuen der Heiligen Johannes der Täufer und Erasmus.
Die Pietà wurde um 1430 geschnitzt. Zur weiteren Ausstattung der Kirche zählen eine Konsolfigur der Muttergottes vom Anfang des 19. Jahrhunderts, im Eingangsjoch zwei Reliquienschreine aus dem späten 17. Jahrhundert, neben dem Westportal ein gotisches Weihwasserbecken, an der Bogenlaibung zwischen Schiff und Kapellenanbau eine Wappengrabplatte von 1740 und ein gotischer Grabstein.
Ein aus der Kirche stammender, um 1500 gefertigter Schrein mit spätgotischer Sitzstatue befindet sich heute im Landesmuseum Klagenfurt. Die ehemaligen Kreuzwegbilder wurden 1971 in die Pfarrkirche Ferlach überstellt.